# アエトリア (小惑星)
アエトリア (1142 Aetolia) は、小惑星帯（メインベルト）の小惑星。
1930年1月24日にカール・ラインムートによって発見され、ギリシャの地名アエトリアから名付けられた。